# Ariobarzanes II. (Kappadokien)

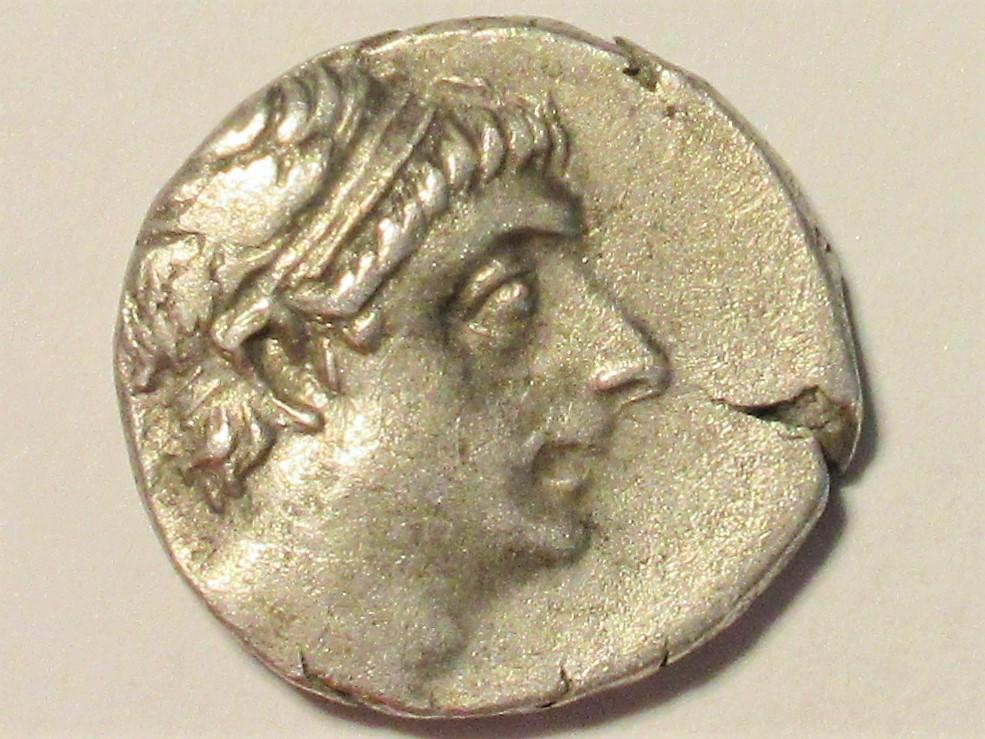
Porträt von Ariobarzanes II. auf Drachme

Ariobarzanes II. Philopator (altgriechisch Ἀριοβαρζάνης Φιλοπάτωρ Ariobarzánēs Philopátōr), Sohn des Ariobarzanes I. Philorhomaios und der Athenais Philostorgus, war von 63 oder 62 v. Chr. bis etwa 51 v. Chr. König von Kappadokien. Er war mit Athenais, wohl einer Tochter Mithridates’ VI. von Pontos, verheiratet.
Nur zwei Stellen in den Schriften des römischen Redners Marcus Tullius Cicero liefern Nachrichten über die Regierung des Ariobarzanes II. Nach dieser Quelle hatte dieser in seinem Reich Feinde, die er sich 57 v. Chr. durch Bestechung des römischen Prokonsuls von Syrien, Aulus Gabinius, vom Hals schaffte. 51 v. Chr. sollte Cicero als Statthalter Kilikien verwalten. Kurz bevor der Redner in seiner Provinz eintraf, fiel Ariobarzanes II. einer Verschwörung vielleicht antirömisch gesinnter Gegner zum Opfer. Sein Sohn Ariobarzanes III. Eusebes Philorhomaios wurde neuer König Kappadokiens.
Ariobarzanes II. hatte auch einen jüngeren Sohn Ariarathes X., der kurze Zeit nach der Beseitigung Ariobarzanes’ III. regierte.